# SsangYong Kyron
SsangYong Kyron (кор. 쌍용 카이런) — средне бюджетный рамный внедорожник южнокорейской компании SsangYong. Выпускался до старта продаж с 2004, но все произведённые модели в 2004 продавались под видом моделей 2005. И серийно с 2005 по 2015 годы, но специально для полиции Казахстана, выпускался до 2017. На платформе рестайлингового Kyron построен и первый Actyon, однако, он отличается от соплатформенного автомобиля внешне и от части в оформлении интерьера. SsangYong Kyron стал первой продукцией автосборочного предприятия «Соллерс-Дальний Восток», расположенного во Владивостоке и открывшегося 29 декабря 2009 года. Производство автомобиля на территории России прекращено в 2015 году, причиной этому стали санкции против РФ. С ноября 2017 больше нигде не производится.

## Конструкция авто и его характеристики

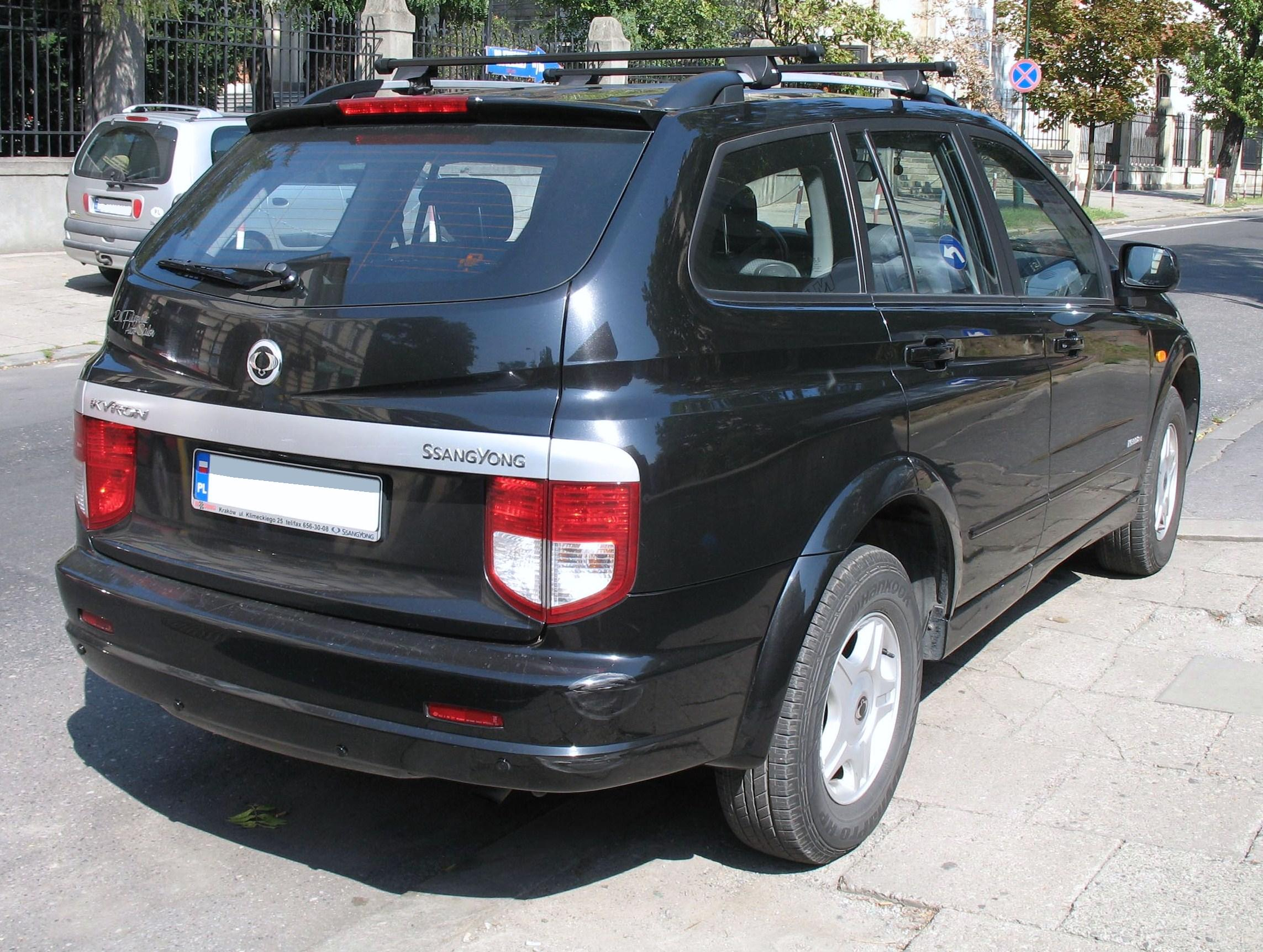
Дорестайлинговая версия (D100)

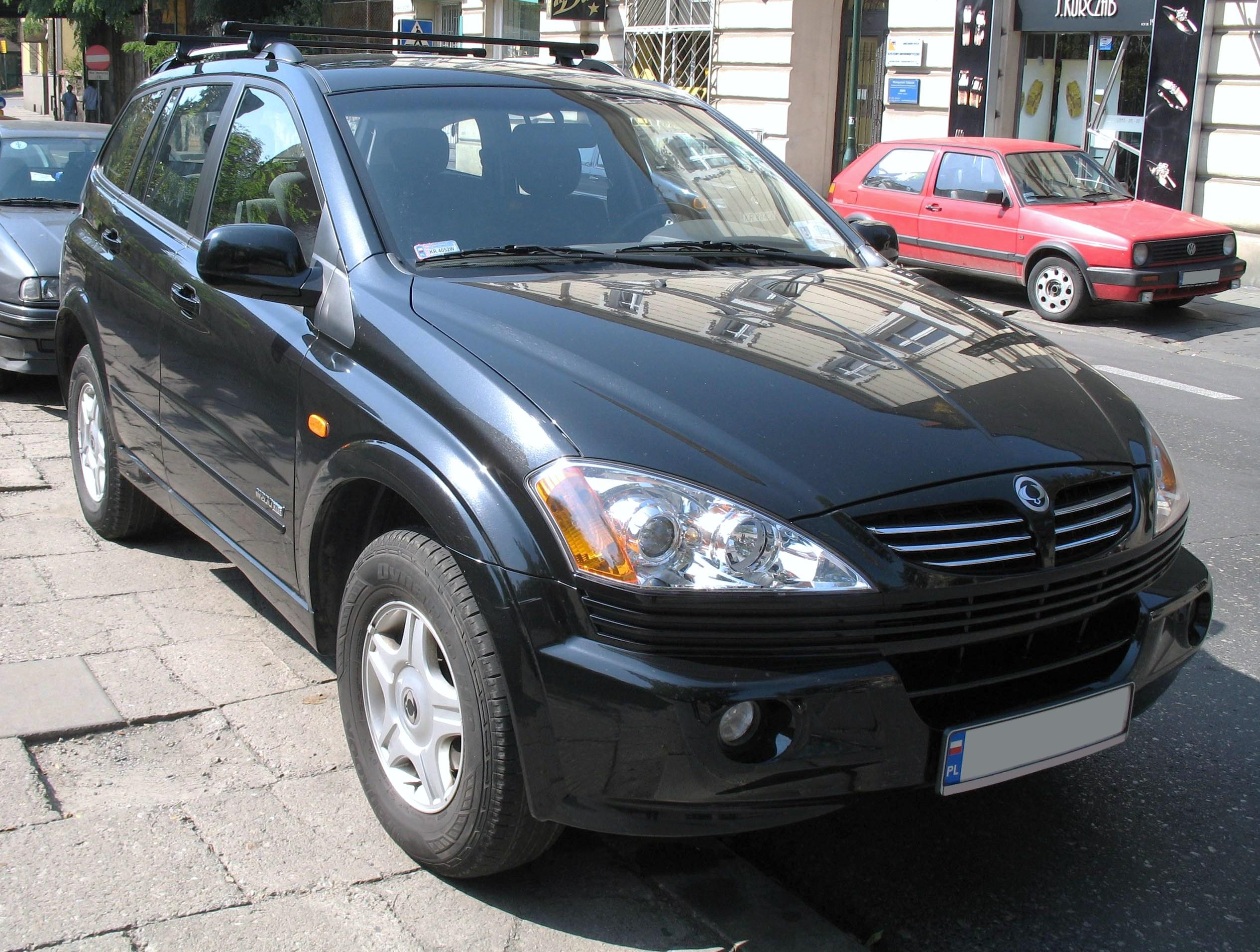
Дорестайлинговая версия (D100)

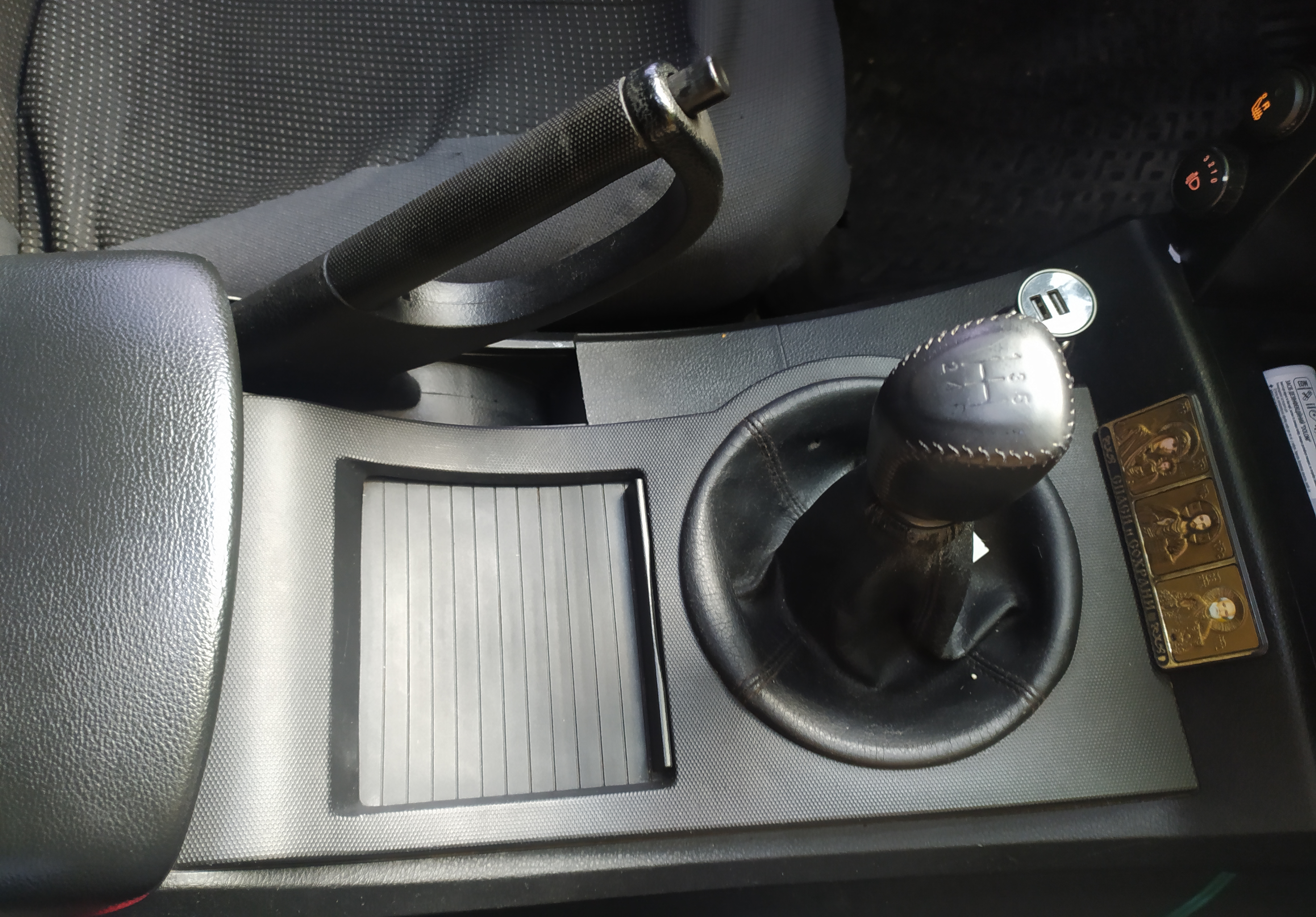
Салон с механической Коробкой передач

Изначально Kyron разрабатывался исключительно под рынок Великобритании, но после неудачи в продажах (он попросту никому не был нужен), ближе к 2006-му году Kyron начали продавать и производить на рынках других стран. А само производство SsangYong Kyron стартовало в 2004 году, но все выпущенные модели в 2004 году продавали под видом моделей 2005. В апреле 2007, через два года после начала продаж,  был проведён рестайлинг автомобиля, затронувший переднюю и заднюю части кузова, в том числе светотехнику, решётку радиатора, противотуманные фары, а также цветовую гамму салона, которая до рестайлинга была ярко-зелёной, а после рестайлинга: оранжевой.  
На многие внешние рынки внедорожник 2007 модельного года поставлялся как New Kyron, однако, на российском рынке название автомобиля менять не стали. Несущий элемент конструкции — рама.
| Двигатель | Объём (л) | Топливо:       | Мощность                    | Кол-во цилиндров | Годы выпуска | Тип привода              |
| D20DT     | 2,0       | Дизель         | 140 л. с. при 4000 об./мин. | 4                | 2005-2006    | Part-Time                |
| D20DT     | 2,0       | Дизель         | 141 л. с. при 4000 об./мин. | 4                | 2005-2015    | Part-Timr                |
| D27DT     | 2,7       | Дизель         | 185 л.с. при 6000 об./мин.  | 5                | 2006-2014    | Full-Time AWD            |
| D27DT     | 2,7       | Дизель         | 165 л. с. при 6000 об./мин. | 5                | 2006-2014    | Part-Time, Full-Time AWD |
| G23D      | 2,3       | Бензин (АИ-95) | 150 л. с. при 6000 об./мин. | 4                | 2005-2017    | Part-Time                |
| G23D      | 2.3       | Бензин (АИ-95) | 151 л. с. при 6000 об./мин. | 4                | 2007-2014    | Part-Time                |
| G32D      | 3,2       | Бензин (АИ-95) | 220 л. с. при 6000 об./мин. | 6                | 2005-2011    | Full-Time                |

Официально на российский рынок поставлялись автомобили с 2,3-литровым бензиновым двигателем (150 л.с.) и 2-ух литровым турбодизелем (141 л.с.), сделанный на основе Mercedes-Benz M111 в Корее выпускались и автомобили с 2,7-литровым дизелем(165/185 л.с.) и бензиновым Рядным 6 циллиндровым 3,2-литровым мотором (220 л.с.). После рейстайлинга в моделях, оснащенных 2-литровыми турбодизельными двигателями появилась комплектация с 6-ступенчатой АКПП. Также, если выбрать механическую КПП, то салон будет слегка видоизменён, подлокотник станет выше и больше в объёме, и добавится ещё одно отделение подлокотника, которое находится между самим подлокотником и селектором МКПП.

### Особенности полного привода
Силовой агрегат SsangYong Kyron расположен спереди продольно. Полный привод на 2-ух литровом дизеле и 2,3 литровом бензине реализован по системе Part Time, без межосевого дифференциала. В переднем мосту размещен простой свободный симметричный дифференциал, задний дифференциал не блокирующийся, но есть комплектация с автоматической блокировкой. В таком случае при проскальзывании одного из задних колес дифференциал начинает блокироваться, что повышает свойства машины на бездорожье. Водитель может непосредственно влиять на распределение тяги в трансмиссии. На центральной панели размещен тумблер управления. Позиция 2Н означает, что ведущие — задние колеса. При переводе селектора в положение 4Н подключается передний мост, а при выборе позиции 4L в раздаточной коробке активируется понижающая передача. При пониженной передаче максимально допустимая скорость равна 60 км/ч. Из-за отсутствия межосевого дифференциала использование полного привода на любой ровной или сухой поверхности где невозможно проскальзывание передних колёс на моторах D20DT и G23D не допускается.

## Производство в России
В 2006 году сборка автомобилей для российского рынка началась на заводе компании «Соллерс» в Набережных Челнах, а в конце 2009 года производство было перенесено на предприятие «Соллерс-Дальний Восток» во Владивостоке, там же из-за санкций с 2015 года не производится.

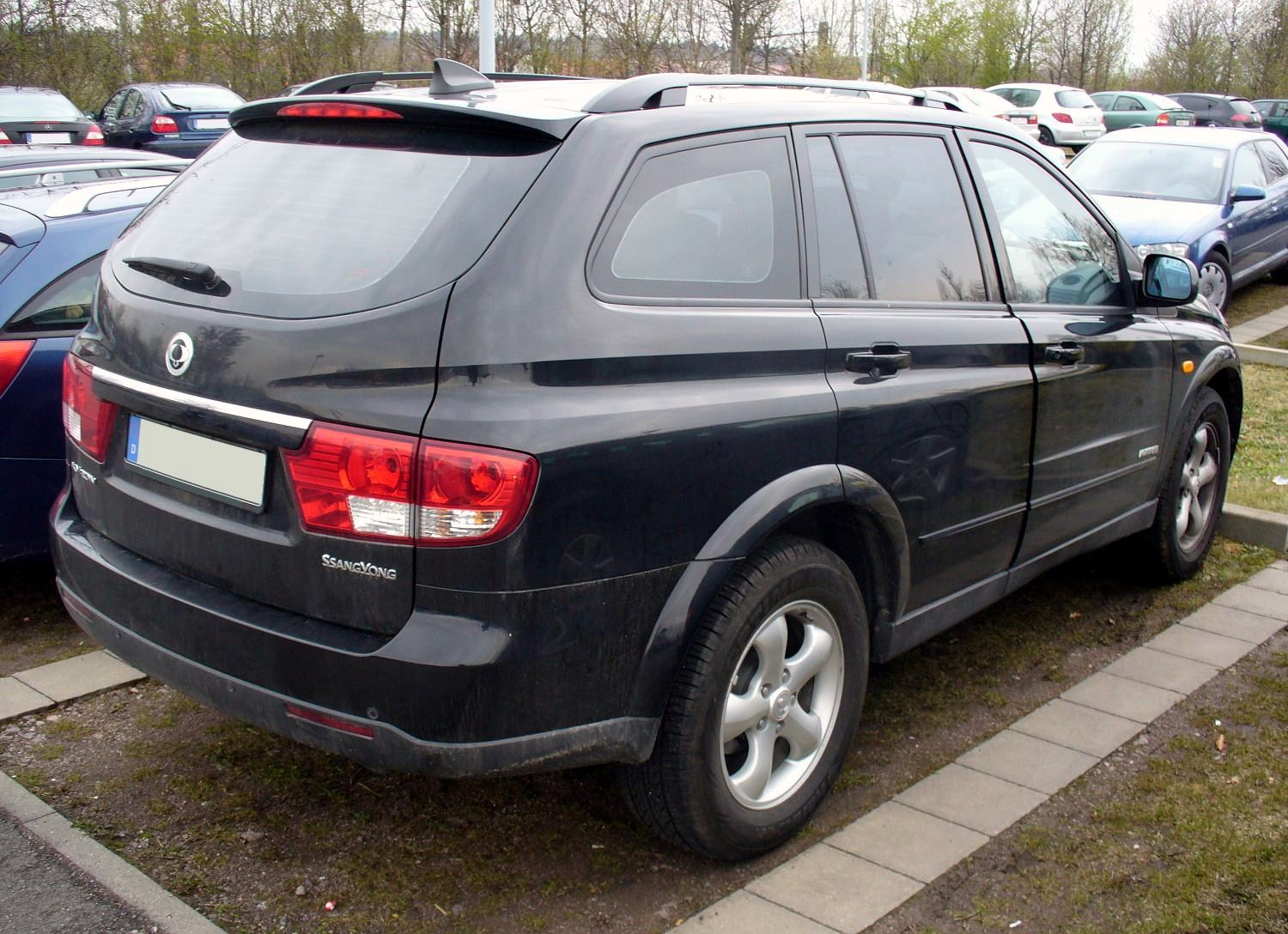
Вид сзади рестайлинговой версии (D150)

## Проблемы SsangYong Kyron
Главной проблемой Kyron с 2007 по 2010-е года была проблема с подвеской, которая проседала спустя 50 тыс. километров, так как SsangYong Kyron — среднебюджетный внедорожник, в нём было решено поставить не очень качественную подвеску. 
А также, с 2008 — 2009 года, левое крыло автомобиля было более хрупким, и легко мялось, это было сделано, дабы освободить место для аккумулятора; дорогие запчасти рестайлинговой версии; И 6-ступенчатая АКПП плохого качества, которая не выдержит больше 30-80 тыс. км.
А также:
Жесткая подвеска
Слабые пружины передней подвески
Большой расход топлива у бензинового мотора и АКПП

## Плюсы SsangYong Kyron
SsangYong Kyron полюбился многим автовладельцам за его внушительную внешность, хорошую проходимость и надежность. Машина удобна как для перемещения по городу, так и для регулярных поездок на природу. Высокий клиренс и наличие полного привода –неоспоримые преимущества для бездорожья. А если к этому добавить рамную конструкцию автомобиля, то еще дополнительный плюс за безопасность.

Плюсы:
Наличие полного привода
Просторный салон
Круиз-контроль
Стеклоочиститель с датчиком дождя
Подогрев всех сидений
Низкая цена. по сравнению с авто своего класса
Датчик света
Хорошая проходимость
Надёжный двигатель сделанный на основе Mercedes M111
Датчик света
Наличие электро-люка
Автоматическая блокировка дверей при скорости 30 км/ч 
Круиз контроль (На базовой комплектации его нет)
Передние и задние противотуманные фары
Подогрев и электронное управление обоих зеркал заднего вида
Выключатель системы HDC, выключатель TRIP/RESET, мульти-руль, память водительского места, часы на торпеде 

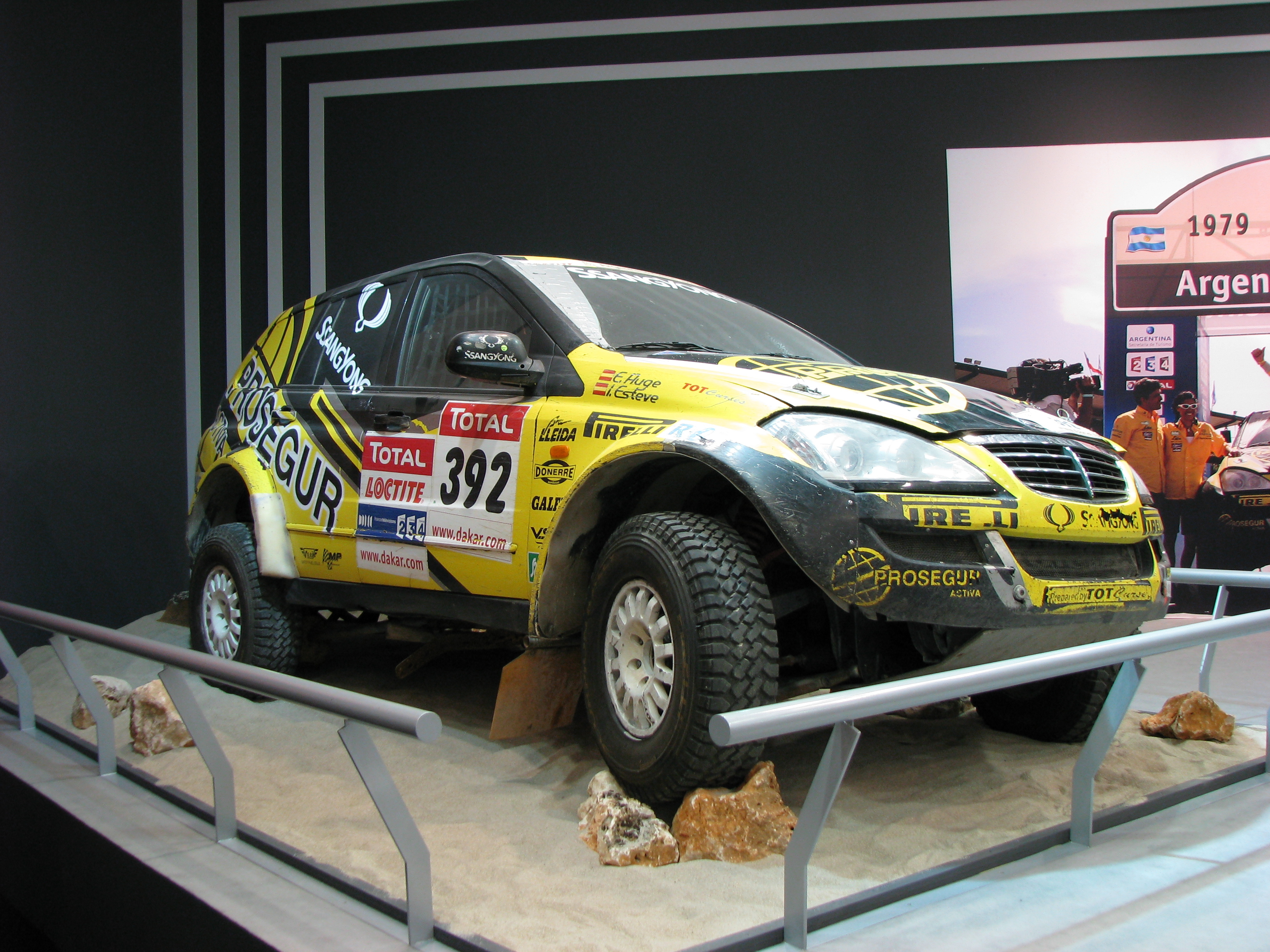
SsangYong New Kyron на Dakar'е в 2009